# Ирландский паб

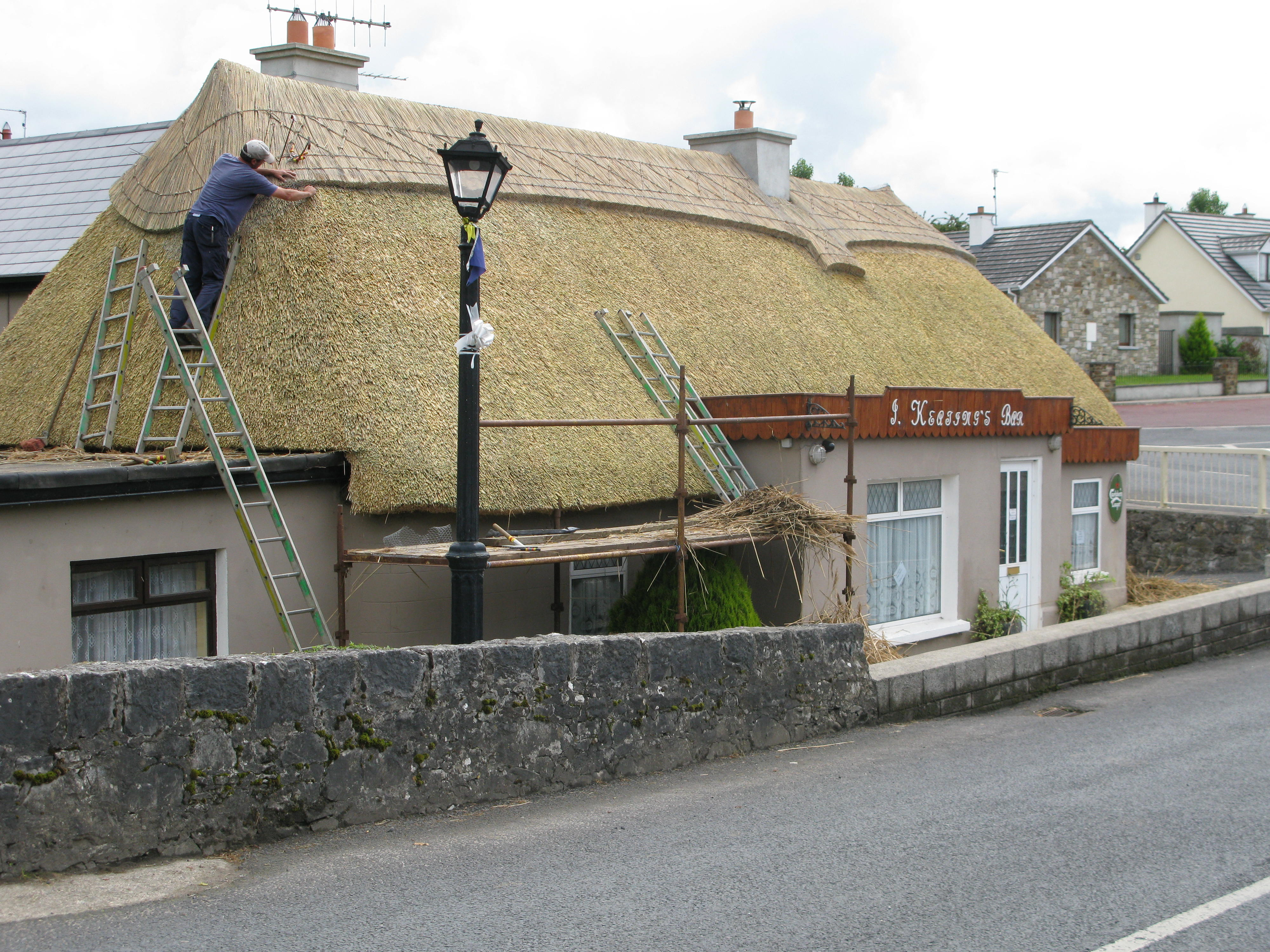
Ремонт соломенной крыши в деревенском пабе. Баллилуби, 2010

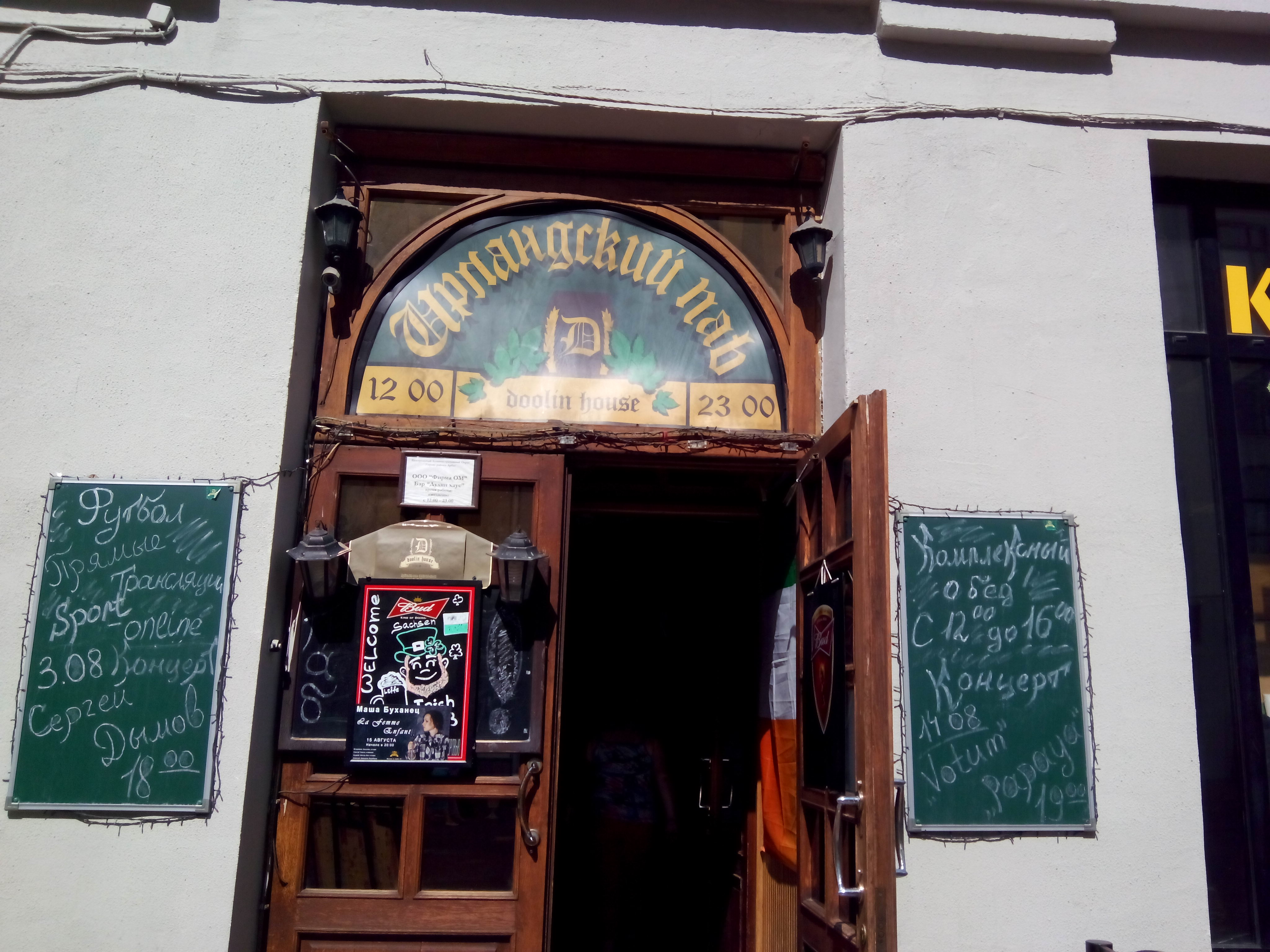
Ирландский паб в Москве

Ирландский паб — учреждение (практически всегда находящееся в частном владении) в Ирландии, имеющее лицензию на продажу спиртных напитков и предоставляющее возможность их потребления на месте. Ирландские пабы распространены в городах большинства стран мира с 1980-х годов, а в самой Ирландии являются важной частью национальной культуры. Наибольшее распространение за рубежом они получили в Северной Америке, где первые подобные учреждения были основаны ирландскими иммигрантами в 1840-х годах. Традиционным алкогольным напитком в таких пабах выступает ирландское пиво, также подаются эль и сидр. Из закусок более всего распространены чипсы и солёные орешки. Нередко по вечерам в таких пабах исполняется живая музыка национальных стилей.
История ирландских пабов как самостоятельных учреждений берёт своё начало в XIX веке, когда рост движения за трезвый образ жизни вынудил владельцев лавок, продающих в том числе алкоголь, как-то диверсифицировать свой бизнес, чтобы компенсировать снижение продаж спиртного. До появления в Ирландии супермаркетов в 1960-х годах ирландские пабы часто носили название «бакалейно-алкогольной лавки» (англ. Spirit Grocery), а сам паб как таковой находился в одном здании с продуктовой лавкой, мастерской или каким-либо иным основным делом его хозяина. Нередко владельцами пабов были могильщики, и такая традиция отчасти сохраняется в Ирландии до сих пор. Некоторые ирландские пабы до сих пор напоминают своим интерьером бакалейную середины XIX века — с барной стойкой, полками позади неё, занимающими большую часть помещения, и небольшим пространством для размещения клиентов, что является их главным отличием от британских пабов.
Пабы Ирландии часто являются семейным бизнесом на протяжении целых поколений и нередко носят имя его текущего владельца или основателя; иногда, впрочем, они называются в честь известных ирландских деятелей или улиц, на которых находятся. Во внешней отделке иногда используются национальные архитектурные черты, такие как круглые башни. С 1990-х годов многие ирландские пабы в самой Ирландии были подвергнуты реконструкции, с тем чтобы сделать их более удобными для посетителей-туристов, вследствие чего многие из них потеряли свой первоначальный вид.
Ориентированность на туризм привела также к тому, что в ирландских пабах посетителям начали активно предлагать еду, что не было распространено до 1970-х годов. До этого времени еда вне дома была для ирландцев довольно редка, а в каждом городе имелась хотя бы одна гостиница, предлагавшая еду в течение дня. До нынешних дней некоторые сельские ирландские пабы из еды продают лишь закуски к алкогольным напиткам.
В течение многих десятилетий ирландские пабы были центрами социальной жизни районов, небольших городков и сёл. Они функционировали не только как места потребления алкоголя, но и как места проведения свободного времени, встреч и общения между людьми. В ирландских пабах не принято давать какие-либо чаевые, а стиль общения между хозяином (как правило, в одиночку или с несколькими помощниками обслуживающим клиентов) и посетителями, которые зачастую хорошо знают друг друга, чаще всего неформальный.